# 195
195 (CXCV) var ett normalår som började en onsdag i den julianska kalendern.

## Händelser

### Okänt datum
- Kejsar Septimius Severus får den romerska senaten att gudförklara Commodus i ett försök att vinna Marcus Aurelius familjs bevågenhet.
- Vologases IV av Parterriket invaderar Mesopotamien, som står under romerskt styre.
- Severus reser till Mesopotamien för att kriga mot parterna.
- Den romerska provinsen Syrien delas, varvid staden Antiochias roll minskar.
- Clodius Albinus, som har utropats till kejsare i Britannien, beger sig till Gallien med sina leigoner och rekryterar samtidigt nya soldater. Han leder snart en här på 150.000 man. Severus återvänder snabbt till Rom från Mesopotamien.
- Caracalla får efternamnet "Caesar".
- Severus devalverar myntet denarius. Myntet innehåller nu bara 50% ädelmetall.
- Detta är det sista året i den östkinesiska Handynastins Xingping-era.
- I Kina tränger Xiongnufederationen över kinesiska muren och etablerar sig i Shanxiprovinsen.

## Födda
- Valerianus, romersk kejsare 253–260 (född omkring detta år, 193 eller 200)